# Мильтония
Мильтония (лат. Miltonia) — род многолетних травянистых растений семейства Орхидные.
Аббревиатура родового названия в любительском и промышленном цветоводстве — Mmt.
Систематическое положение рода не устоявшееся. Некоторые систематики относят род Мильтония к подтрибе Oncidiinae, трибы Maxillareae, подсемейства Эпидендровые.

## Биологическое описание
Симподиальные растения средних размеров.
Псевдобульбы небольшие, овальные, сильно сплюснутые, двулистные, с несколькими чешуевидными листьями, покрывающими основание туберидия.
Листья тонкокожистые, линейно-ланцетные, остроконечные, светло-зелёные, в нижней части продольно сложенные.
Цветки часто ароматные, напоминают цветки анютиных глазок. Чашелистики короче лепестков. Губа большая, двулопастная.
Колонка короткая.
Поллиниев — 2.

## Этимология
Род был назван в честь Висконта Мильтона (Viscount Milton 1786—1857) — крупного мецената садоводства и коллекционера орхидей.

## Распространение
Центральная и южная Бразилия, северо-восток Аргентины, восток Парагвая.
Эпифиты в тенистых местах влажных лесов на высотах от 200 до 1500 метров над уровнем моря. Большинство видов встречается на высотах от 600 до 900 метров над уровнем моря.

## Виды
По данным Королевских ботанических садов в Кью:
- Miltonia candida
- Miltonia clowesii
- Miltonia cuneata
- Miltonia flava
- Miltonia flavescens
- Miltonia kayasimae
- Miltonia moreliana
- Miltonia phymatochila
- Miltonia regnellii
- Miltonia russelliana
- Miltonia spectabilis — Мильтония великолепная typus

## Естественныегибриды

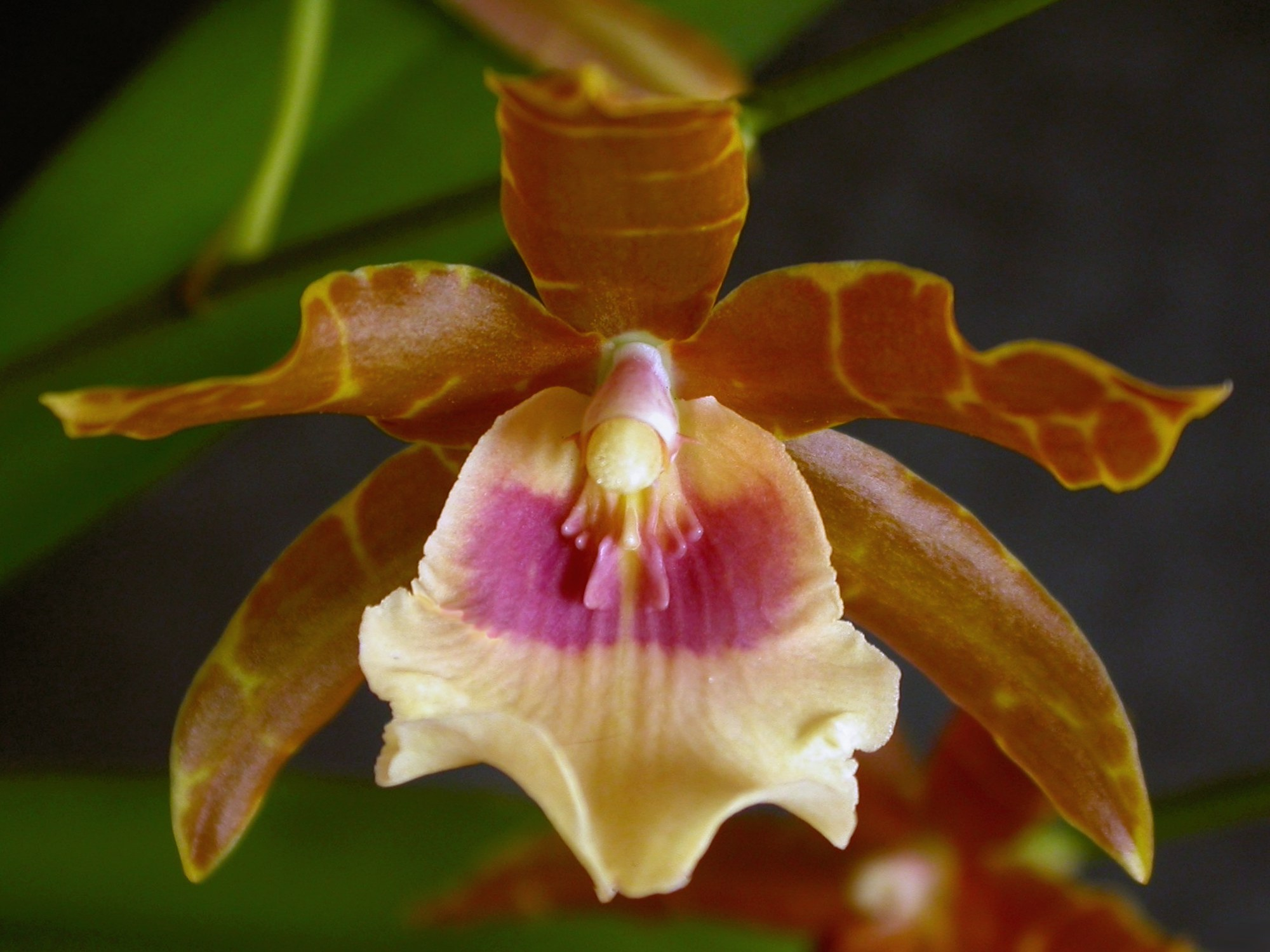
Miltonia ×leucoglossa

По данным Королевских ботанических садов в Кью:
- Miltonia ×binotii Cogn., 1897 (= Miltonia candida × Miltonia regnellii) (Бразилия)
- Miltonia ×bluntii Rchb.f. 1879 (= Miltonia clowesii × Miltonia spectabilis) (Бразилия)
- Miltonia ×cogniauxiae Peeters ex Cogn. & Gooss. 1900 (= Miltonia regnellii × Miltonia spectabilis) (Бразилия)
- Miltonia ×cyrtochiloides Barb.Rodr. 1877 (= Miltonia flavescens × Miltonia spectabilis) (Бразилия)
- Miltonia ×lamarckeana Rchb.f. 1885 (= Miltonia candida × Miltonia clowesii) (Бразилия)
- Miltonia ×leucoglossa auct., 1898 (= Miltonia candida × Miltonia spectabilis) (Бразилия)
- Miltonia ×rosina Barb.Rodr., 1877 (= Miltonia cuneata × Miltonia spectabilis) (Бразилия)

## В культуре

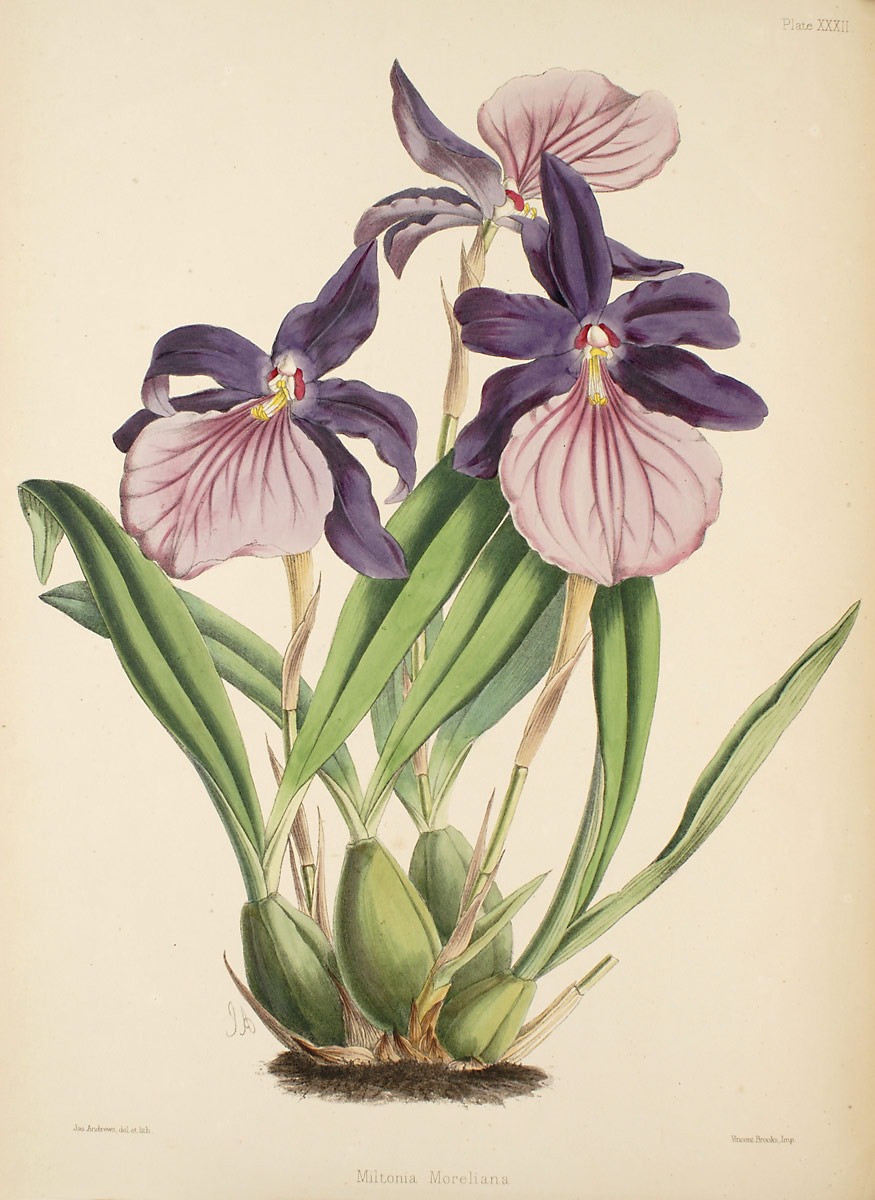
Miltonia moreliana

Свет: 1500—3000 FC. При выращивании растений при более высоких уровнях освещенности требуется наличие интенсивного движения воздуха.
Относительная влажность воздуха: 80—85 % круглый год. Субстрат не должен просыхать полностью. Сбалансированное минеральное удобрение в концентрации 1/4—1/2 от рекомендуемой для комнатных растений, применяются еженедельно в период активной вегетации.
Посадка осуществляется на влагоёмкие блоки, в горшки или корзинки для эпифитов. Субстрат для горшечной культуры: смесь перлита, древесного угля, кусочков коры сосны и сфагнума в различных пропорциях.
Пересадка осуществляется по мере разложения субстрата, обычно ежегодно.
Требования к температуре зависят от экологии вида.
Miltonia candida, Miltonia clowesii, Miltonia cuneata, Miltonia flavescens, Miltonia spectabilis. Летние дневные температуры 24—26 °C, ночные около 18 °C. Зимние дневные температуры 20—21 °C, ночные 13—14 °C.
Miltonia anceps. Летние дневные температуры 26—28 °C, ночные около 20—21 °C. Зимние дневные температуры 22—23 °C, ночные около 16 °C.
Miltonia kayasimae. Летние дневные температуры 24—26 °C, ночные около 16—17 °C. Зимние дневные температуры 18—19 °C, ночные 11—12 °C.
Miltonia regnellii. Средняя летняя дневная температура 27 °C, ночная 18 °C. Зимние дневные температуры 22—24 °C, ночные 15—16 °C.
Miltonia russelliana. Средняя летняя дневная температура 25 °C, ночная 16 °C. Зимние дневные температуры 20—22 °C, ночные 13—14 °С.

## Искусственные межродовые гибриды

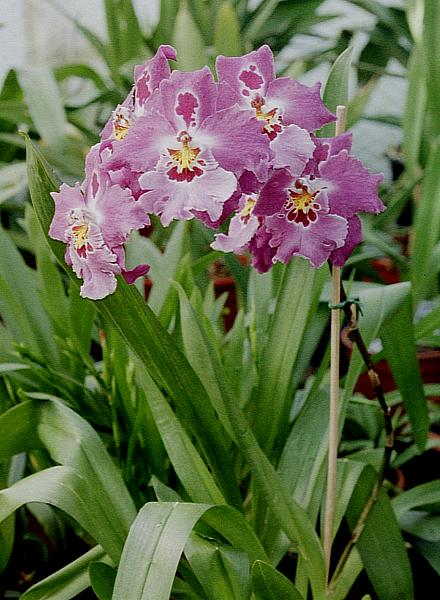
×Vuylstekeara Fall In Love ‘Lovely Lady’

- ×Aliceara (Brassia × Miltonia × Oncidium)
- ×Aspodonia (Aspasia × Miltonia × Odontoglossum)
- ×Bakerara (Brassia × Miltonia × Odontoglossum × Oncidium)
- ×Beallara (Brassia × Cochlioda × Miltonia × Odontoglossum)
- ×Biltonara (Ada × Cochlioda × Miltonia × Odontoglossum)
- ×Blackara (Aspasia × Cochlioda × Miltonia  × Odontoglossum)
- ×Brilliandeara (Aspasia × Brassia × Cochlioda × Miltonia × Odontoglossum × Oncidium)
- ×Burrageara (Cochlioda × Miltonia × Odontoglossum × Oncidium)
- ×Charlesworthara (Cochlioda × Miltonia × Oncidium)
- ×Colmanara (Miltonia × Odontoglossum × Oncidium)
- ×Crawshayara (Aspasia × Brassia × Miltonia × Oncidium)
- ×Degarmoara (Brassia × Miltonia × Odontoglossum)
- ×Derosaara (Aspasia × Brassia × Miltonia × Odontoglossum)
- ×Duggerara (Ada × Brassia × Miltonia)
- ×Dunningara (Aspasia × Miltonia × Oncidium)
- ×Forgetara (Aspasia × Brassia × Miltonia)
- ×Goodaleara (Brassia × Cochlioda × Miltonia × Odontoglossum × Oncidium)
- ×Maunderara (Ada × Cochlioda × Miltonia × Odontoglossum × Oncidium)
- ×Milpasia (Aspasia × Miltonia)
- ×Milpilia (Miltonia × Trichopilia)
- ×Miltada (Ada × Miltonia)
- ×Miltadium (Ada × Miltonia × Oncidium)
- ×Miltarettia (Comparettia × Miltonia)
- ×Miltassia (Brassia × Miltonia)
- ×Miltistonia (Baptistonia × Miltonia)
- ×Miltonidium (Miltonia × Oncidium)
- ×Miltonioda (Cochlioda × Miltonia)
- ×Morrisonara (Ada × Miltonia × Odontoglossum)
- ×Norwoodara (Brassia × Miltonia × Oncidium × Rodriguezia)
- ×Odontonia (Miltonia × Odontoglossum)
- ×Rodritonia (Miltonia × Rodriguezia)
- ×Sauledaara (Aspasia × Brassia × Miltonia × Oncidium × Rodriguezia)
- ×Schafferara (Aspasia × Brassia × Cochlioda × Miltonia × Odontoglossum)
- ×Schilligerara (Aspasia × Gomesa × Miltonia)
- ×Segerara (Aspasia × Cochlioda × Miltonia × Odontoglossum × Oncidium)
- ×Vanalstyneara (Miltonia × Odontoglossum × Oncidium × Rodriguezia)
- ×Vuylstekeara (Cochlioda × Miltonia × Odontoglossum)
- ×Withnerara (Aspasia × Miltonia × Odontoglossum × Oncidium)

## Вхудожественной литературе
Мильтонии упоминаются в следующих романах Рекса Стаута о сыщике Ниро Вульфе: Золотые пауки, Острие копья, Снова убивать.